# Anhalts voetbalkampioenschap 1909/10
In 1909/10 werd het eerste Anhalts voetbalkampioenschap gespeeld, dat georganiseerd werd door de Midden-Duitse voetbalbond. 
De competitie werd op 4 juli 1909 opgericht in Dessau. Cöthener FC 02 speelde vorig seizoen nog in de competitie van Saale. Er zijn geen uitslagen of standen meer bekend, enkel dat Cöthener FC 02 kampioen werd een deelnam aan de Midden-Duitse eindronde. De club verloor in de eerste ronde van FC Germania Mittweida met 4-1. 

## 1. Klasse
| Plaats | Club                    | Wed. | W | G | V | Saldo | Ptn. |
| ------ | ----------------------- | ---- | - | - | - | ----- | ---- |
| 1.     | Cöthener FC 02          |      |   |   |   |       |      |
|        | Dessauer FC 05          |      |   |   |   |       |      |
|        | Cöthener FC Germania 03 |      |   |   |   |       |      |
|        | FC Viktoria 1903 Zerbst |      |   |   |   |       |      |
|        | SV 07 Bernburg          |      |   |   |   |       |      |
|        | Dessauer FC 98          |      |   |   |   |       |      |
|        | SC Cöthen 09            |      |   |   |   |       |      |

|  | Kampioen, geplaatst voor Midden-Duitse eindronde |